# 툼 레이더: 라라 크로프트의 전설
《툼 레이더: 라라 크로프트의 전설》(영어: Tomb Raider: The Legend of Lara Croft)은 넷플릭스에서 2024년 10월 공개 예정인 미국의 액션 모험 애니메이션 시리즈이다. 배우 헤일리 앳웰이 주인공 라라 크로프트의 목소리를 맡는다.